# Aleksandr Vinokurov
Aleksandr Nikolaevič Vinokurov (trasl. francese: Alexandre Vinokourov, in russo Александр Николаевич Винокуров?; Petropavl, 16 settembre 1973) è un dirigente sportivo ed ex ciclista su strada kazako.
È il più celebre e vittorioso ciclista nella storia del suo paese, nonché, insieme al fondista Vladimir Smirnov, uno dei più grandi sportivi kazaki di sempre. Professionista dal 1998 al 2012, si è aggiudicato una Vuelta a España, un Giro di Svizzera, due Parigi-Nizza, due Liegi-Bastogne-Liegi e un'Amstel Gold Race, oltre a un oro e un argento ai Giochi olimpici e a due bronzi ai campionati del mondo.
Dopo il ritiro dalle corse ha assunto la carica di general manager dell'Astana Qazaqstan Team (già Astana Pro Team), formazione World Tour kazaka.

## Carriera

### Gli esordi e gli anni alla Telekom
Nato in un villaggio a sud dell'allora Petropavlovsk, ora Petropavl, nella Repubblica Socialista Sovietica Kazaka, crebbe ad Almaty. Cominciò giovanissimo come ciclocrossista, sotto la guida di Vincent Lavenu, poi divenne un discreto dilettante.
Passò professionista nel 1998, dopo alcuni mesi da stagista nell'annata precedente. Corse dapprima con il team francese Casino di Lavenu, vincendo un Giro del Delfinato e una Vuelta Valenciana; dopo due stagioni passò alla tedesca Deutsche Telekom (dal 2004 T-Mobile Team), squadra diretta da Walter Godefroot e capitanata da Jan Ullrich. Durante i sei anni alla Telekom/T-Mobile ottenne altri risultati di grande livello: nel 2000 una tappa alla Vuelta a España e l'argento olimpico in linea ai Giochi di Sydney, nel 2002 la Parigi-Nizza, l'anno dopo ancora la Parigi-Nizza, ma anche l'Amstel Gold Race e il Giro di Svizzera, oltre ad una tappa e al terzo posto finale nella classifica generale del Tour de France; nel 2004 fu invece terzo nella prova a cronometro dei mondiali di Verona e l'anno dopo fece sue la Liegi-Bastogne-Liegi e due tappe del Tour de France (in cui chiuse quinto).

### 2006: l'Operación Puertoe la vittoria alla Vuelta
Nel 2006 si trasferì alla squadra spagnola Liberty Seguros in modo da avere un'intera squadra a sostegno; in maggio il team venne pesantemente coinvolto nello scandalo dovuto alla Operación Puerto e poco dopo rifondato come Astana grazie al sostegno della Federciclismo kazaka e all'investimento delle cinque principali aziende estrattive del Kazakistan. In luglio Vinokurov non poté partecipare al Tour de France 2006, in quanto la sua squadra non raggiunse il numero minimo, sei, di ciclisti per essere iscritta (infatti cinque degli otto compagni erano stati esclusi perché i loro nomi erano negli elenchi sequestrati dalla polizia spagnola nell'ambito dell'inchiesta sul doping).
È questo comunque l'anno della vittoria più prestigiosa, la Vuelta a España. Dopo un inizio in sordina, il kazako riuscì a recuperare il divario che lo separava dallo spagnolo Alejandro Valverde e a conquistare la maglia oro nella tappa di Granada, al termine di un'azione solitaria. Suggellò poi il primato vincendo la cronometro del penultimo giorno e si aggiudicò così la prima vittoria in un grande giro, corredata da 3 successi di tappa. Sul podio di Madrid oltre a Valverde salì anche il compagno di squadra e connazionale Andrej Kašečkin, terzo. Nel mese di settembre Vinokourov prese quindi parte ai mondiali di Salisburgo in Austria, conquistando la medaglia di bronzo nella prova a cronometro vinta dallo svizzero Fabian Cancellara.

### 2007-2009: la squalifica e il ritorno alle corse
Nel 2007 prese parte al Tour de France da favorito, ma una caduta, il 12 luglio, lo costrinse a soffrire sulle Alpi, con quindici punti di sutura su ogni ginocchio. Sembrò riprendersi nella tredicesima tappa, la cronometro di Albi, vincendo e rientrando in classifica; il giorno dopo, a Plateau de Beille, andò però in crisi e perse ben 28'50" dai rivali. Nella quindicesima frazione agguantò il secondo successo personale, nell'arrivo di Loudenvielle, dopo una lunga fuga; tuttavia l'indomani, il 24 luglio 2007, L'Équipe annunciò la positività del kazako all'antidoping: nelle analisi sul campione di sangue prelevato in occasione della cronometro di tre giorni prima erano stati rilevati due tipi differenti di globuli rossi, chiara dimostrazione di una trasfusione omologa da donatore compatibile, pratica questa, vietata. La sua squadra, l'Astana, si ritirò subito in blocco dal Tour, sospendendo al contempo, secondo il codice etico, (e poi licenziando) il proprio corridore.
Nel dicembre 2007 Vinokurov annunciò il definitivo addio alle competizioni agonistiche. Nel luglio del 2008 la squalifica inflitta dalla federazione kazaka, un anno, si concluse: in ottobre il ciclista dichiarò quindi di voler ritornare alle gare con l'obiettivo di vincere Giro d'Italia 2009. In realtà l'UCI ricorse in appello al Tribunale Arbitrale dello Sport di Losanna, chiedendo e ottenendo che la squalifica si concludesse a due anni, secondo i propri regolamenti, dal riscontro della positività, quindi nel luglio 2009.

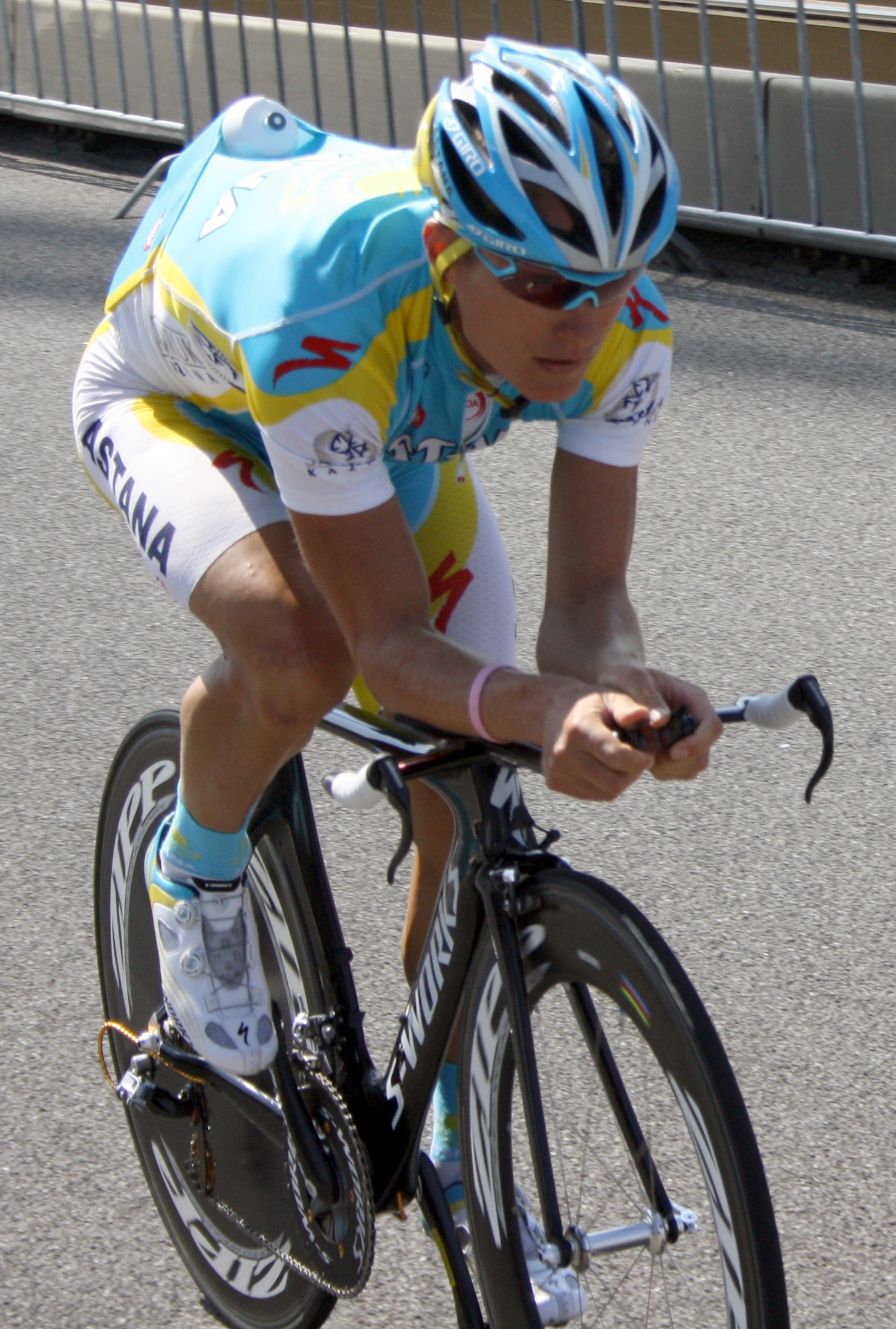
Vinokurov in allenamento al Tour de France 2010

Rientrò alle corse nell'agosto 2009, e al terzo giorno di attività agonistica tornò anche alla vittoria, in una tappa del Tour de l'Ain in Francia; in settembre partecipò alla Vuelta a España classificandosi settimo nella cronometro iniziale ma ritirandosi durante la dodicesima frazione. Al campionato mondiale di Mendrisio si piazzò invece nono nella prova a cronometro e 26º nella gara in linea, andando in fuga all'ultimo giro. Dopo il settimo posto al Giro di Lombardia si aggiudicò anche la Chrono des Nations - Les Herbiers Vendée.

### 2010-2011: i nuovi successi con l'Astana
Nell'aprile 2010 vinse il Giro del Trentino, breve corsa a tappe italiana, battendo Riccardo Riccò per soli 12 centesimi di secondo; due giorni dopo conquistò per la seconda volta in carriera la Liegi-Bastogne-Liegi superando il compagno di fuga Aleksandr Kolobnev. In maggio partecipò per la prima volta al Giro d'Italia. Al termine della terza tappa andò a vestire la maglia rosa, la perse nella frazione successiva per riconquistarla nel corso della settima e riperderla in seguito, alla fine dell'undicesima tappa: in tale occasione una fuga composta da più di 50 corridori arrivò al traguardo con un vantaggio di più di 12' e la maglia rosa passò al giovane australiano Richie Porte. Vinokurov chiuse comunque il Giro al sesto posto della generale, con più di 7' di svantaggio da Ivan Basso.
In luglio si aggiudicò la tredicesima tappa del Tour de France (da Rodez a Revel) grazie ad una fuga solitaria partita a sette chilometri dall'arrivo, mentre nel mese seguente si classificò secondo nella Clásica San Sebastián, preceduto in volata da Luis León Sánchez. Per questi risultati all'inizio del 2011 venne nominato sportivo kazako dell'anno 2010.
Nella primavera del 2011 vinse una tappa alla Vuelta al País Vasco e ottenne un quarto posto alla Freccia Vallone; si aggiudicò quindi una frazione al Tour de Romandie, e concluse terzo al Critérium du Dauphiné dopo aver vestito per due giorni la maglia di leader della generale. In luglio prese nuovamente il via al Tour de France. In quella Grande Boucle dovette però ritirarsi per una caduta durante la nona tappa, riportando la frattura del femore destro. Considerata la gravità dell'infortunio, il 17 luglio, pochi giorni dopo la caduta, Vinokurov annunciò il suo ritiro dall'attività..
Questa sarà però soltanto una sorta di "pausa". Ristabilitosi dall'infortunio, Vinokurov ritornò infatti in gara in ottobre per correre la Chrono des Nations; si classificò però ventisettesimo su ventotto concorrenti.

### 2012: il titolo olimpico
Nel 2012 debuttò al Tour de Langkawi, competizione cui già aveva partecipato nel 1997 con la Nazionale kazaka. In tale stagione si concentrò in maniera particolare sul Tour de France, prima per la classifica generale poi, viste le condizioni, per la vittoria di tappa. In questa Grande Boucle risultò uno dei protagonisti, prendendo più volte parte a fughe; le più significative furono quella nella tredicesima tappa, in cui, insieme a Michael Albasini, venne ripreso a 2 km dalla fine, e quella nella diciottesima, quando gli venne conferito il premio di combattivo di giornata.
Il 28 luglio prese il via all'ultima gara della sua carriera, la prova in linea dei Giochi olimpici di Londra, aggiudicandosi la medaglia d'oro. Quel giorno Vinokurov andò in avanscoperta con un'altra quindicina di ciclisti, riuscendo a rientrare sul gruppo dei fuggitivi, formatosi all'inizio della gara. Davanti si formò così un plotoncino di una trentina di atleti, che procedette unito verso il traguardo. A 8 chilometri dall'arrivo però Vinokurov prese il largo in compagnia del colombiano Rigoberto Urán, iniziatore dell'azione. I due guadagnarono sufficiente terreno sugli immediati inseguitori, e si giocarono la vittoria della corsa: il kazako anticipò lo sprint a due, riuscendo così a battere Urán e a conquistare il titolo olimpico.
Durante le indagini su Alex Schwazer il PM padovano Benedetto Roberti incappa in alcune e-mail sospette tra Vinokurov e Kolobnev, nelle quali risulterebbe una frode sportiva da parte del campione olimpico che pagò 150 000 euro al compagno di fuga della Liegi-Bastogne-Liegi 2010 per farlo vincere. Essendo il fatto successo all'estero il PM italiano ha passato i fascicoli alle autorità di competenza (procura belga di Liegi e uffici svizzeri di Aigle dell'UCI) archiviando l'inchiesta sul fronte italiano.

## Palmarès
- 1998

Classifica generale Quatre Jours de Dunkerque
6ª tappa Tour de Pologne (Bielsko-Biała > Zakopane)
2ª tappa Tour de l'Oise (Compiègne > Beauvais)
Classifica generale Tour de l'Oise
4ª tappa Circuit des Mines (Rombas, cronometro)
Classifica generale Circuit des Mines
- 1999

2ª tappa Critérium du Dauphiné Libéré (Salvenach > Privas)
Classifica generale Critérium du Dauphiné Libéré
5ª tappa, 2ª semitappa Volta a la Comunitat Valenciana (Benidorm, cronometro)
Classifica generale Volta a la Comunitat Valenciana
3ª tappa Tour du Limousin (Brive-la-Gaillarde > Guéret)
2ª tappa Grand Prix du Midi Libre (Saint-Affrique > Castelnaudary)
6ª tappa Grand Prix du Midi Libre (Sète > Mende)
- 2000

18ª tappa Vuelta a España (Béjar > Ciudad Rodrigo)
- 2001

4ª tappa Giro di Svizzera (Baar > Wildhaus)
6ª tappa Giro di Germania (Weinheim > Heppenheim)
Classifica generale Giro di Germania
- 2002

4ª tappa Parigi-Nizza (Pertuis > Tolone)
Classifica generale Parigi-Nizza
3ª tappa Giro di Svizzera (Domat/Ems > Samnaun)
- 2003

5ª tappa Parigi-Nizza (Aix-en-Provence > Tolone)
Classifica generale Parigi-Nizza
Amstel Gold Race
1ª tappa Giro di Svizzera (Egerkingen > Le Locle)
Classifica generale Giro di Svizzera
9ª tappa Tour de France (Bourg-d'Oisans > Gap)
- 2004

5ª tappa Parigi-Nizza (Le Puy-en-Velay > Rasteau)
7ª tappa Parigi-Nizza (Digne-les-Bains > Cannes)
8ª tappa Parigi-Nizza (Nizza > Nizza)
2ª tappa Rothaus Regio-Tour (Müllheim, cronometro)
3ª tappa Rothaus Regio-Tour (Neuenburg > Guebwiller)
Classifica generale Rothaus Regio-Tour
- 2005

Liegi-Bastogne-Liegi
4ª tappa Critérium du Dauphiné Libéré (Tournon-sur-Rhône > Mont Ventoux)
11ª tappa Tour de France (Courchevel > Briançon)
21ª tappa Tour de France (Corbeil-Essonnes > Champs-Elysées)
Campionati kazaki, Prova in linea
- 2006

5ª tappa Vuelta a Castilla y León (La Granja > Segovia)
Classifica generale Vuelta a Castilla y León
8ª tappa Vuelta a España (Ponferrada > Lugo)
9ª tappa Vuelta a España (A Fonsagrada > Alto de La Cobertoria)
20ª tappa Vuelta a España (Rivas Futura > Rivas-Vaciamadrid, cronometro)
Classifica generale Vuelta a España
- 2007

3ª tappa Critérium du Dauphiné Libéré (Anneyron, cronometro)
7ª tappa Critérium du Dauphiné Libéré (Valloire > Annecy)
- 2009

3ª tappa, 2ª semitappa Tour de l'Ain (Saint-Genis-Pouilly, cronometro)
Campionati asiatici, Prova a cronometro
Crono delle Nazioni (cronometro)
- 2010

1ª tappa Giro del Trentino (Riva del Garda > Torbole sul Garda)
Classifica generale Giro del Trentino
Liegi-Bastogne-Liegi
13ª tappa Tour de France (Rodez > Revel)
- 2011

3ª tappa Vuelta al País Vasco (Villatuerta > Zuia-Murgia)
3ª tappa Tour de Romandie (Thierrens > Neuchâtel)
- 2012

Giochi olimpici, Prova in linea

### Altri successi
- 2003

Classifica a punti Tour de Suisse
Premio della Combattività Tour de France
G.P. de la Ville de Luxembourg - Gala Tour de France
Castillon-la-Bataille
City Nacht Rhede
Draai Van de Kaai
Criterium di Roosendaal
- 2005

Criterium di Pau-Lyautey
Criterium di Castillon la Bataille
Criterium di Bavikhove
Criterium di Vergt
- 2006

Classifica a punti Vuelta a Castilla y León
Classifica combinata Vuelta a Castilla y León
Classifica combinata Vuelta a España
- 2007

Classifica a punti Critérium du Dauphiné Libéré
- 2010

Criterium de Chihuahua
Criterium di Marcoles

## Piazzamenti

### Grandi Giri
- Giro d'Italia

2010: 6º
- Tour de France

1999: 35º
2000: 15º
2001: 16º
2003: 3º
2005: 5º
2007: non partito (16ª tappa)
2010: 15º
2011: ritirato (9ª tappa)
2012: 31º
- Vuelta a España

2000: 28º
2002: ritirato (11ª tappa)
2004: ritirato (18ª tappa)
2006: vincitore
2009: ritirato (12ª tappa)

### Classiche monumento
- Milano-Sanremo

2000: 105º
2001: 31º
2002: 42º
2003: 97º
2004: 59º
2005: 34º
2006: 142º
- Parigi-Roubaix

1998: ritirato
- Liegi-Bastogne-Liegi

1999: ritirato
2000: 7º
2001: 30º
2002: 10º
2003: 62º
2004: 3º
2005: vincitore
2006: 30º
2007: 43º
2010: vincitore
2011: 32º
- Giro di Lombardia

2002: 11º
2009: 7º

### Competizioni mondiali
- Campionati del mondo

Valkenburg 1998 - In linea Elite: 23º
Verona 1999 - In linea Elite: ritirato
Plouay 2000 - In linea Elite: 54º
Zolder 2002 - In linea Elite: 54º
Verona 2004 - Cronometro Elite: 3º
Verona 2004 - In linea Elite: 16º
Madrid 2005 - Cronometro Elite: 5º
Madrid 2005 - In linea Elite: 21º
Salisburgo 2006 - Cronometro Elite: 3º
Salisburgo 2006 - In linea Elite: 52º
Mendrisio 2009 - Cronometro Elite: 7º
Mendrisio 2009 - In linea Elite: 26º
- Giochi olimpici

Atlanta 1996 - In linea: 53º
Sydney 2000 - In linea: 2º
Sydney 2000 - Cronometro: 27º
Atene 2004 - In linea: 35º
Atene 2004 - Cronometro: 6º
Londra 2012 - In linea: vincitore
Londra 2012 - Cronometro: 23º